# Komenda (entreprise)

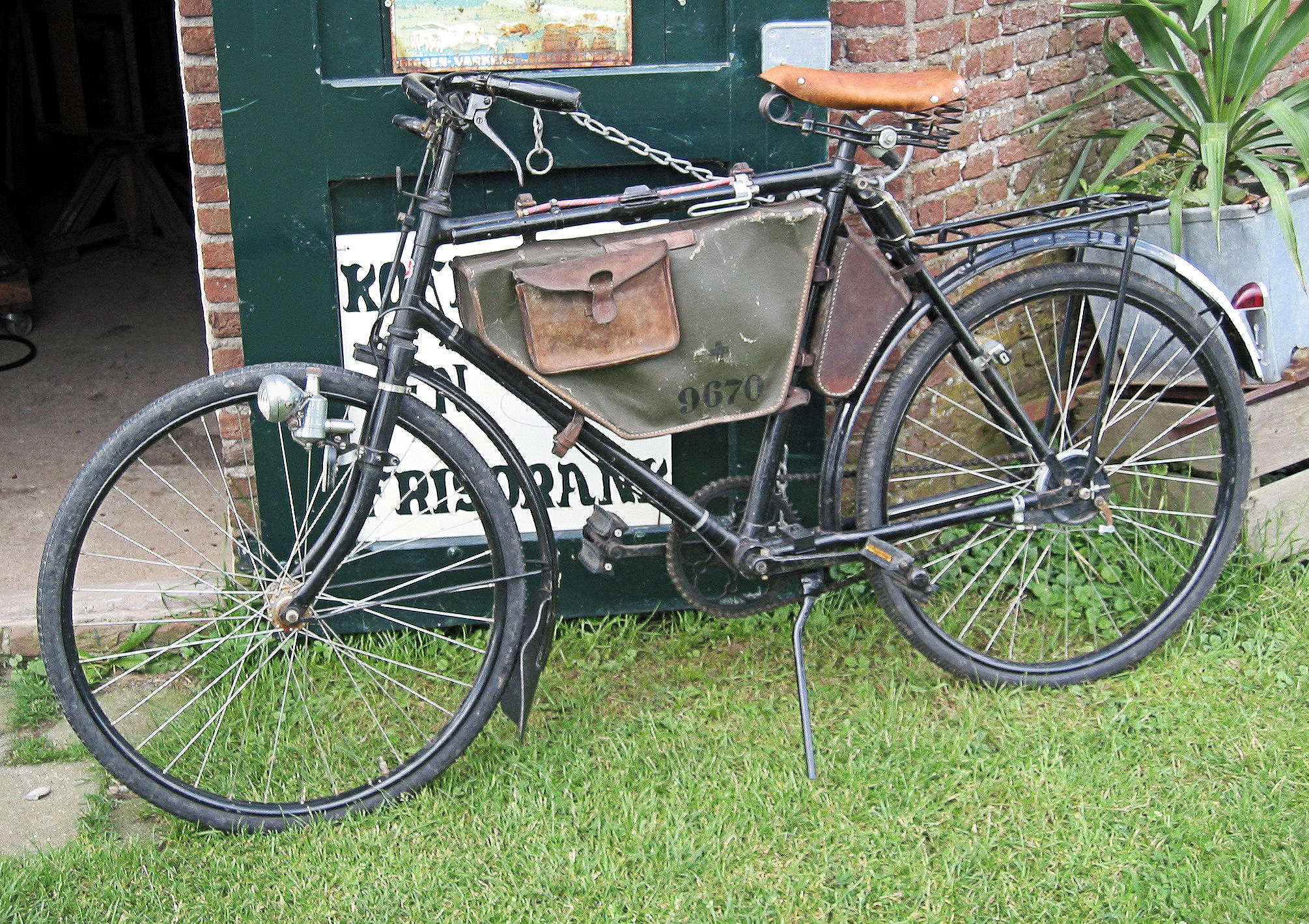
Vélo d'ordonnance 05 de l'armée suisse, également fabriqué en 1942 par Komenda.

Komenda est un constructeur de cycles suisse fondé en 1898 basé à Saint-Gall qui les commercialise sous les marques Cresta, Ibex et Bergstrom.

## Histoire
Komenda a été fondée en 1898 par Matthias Komenda à St. Gallen. Matthias Komenda était auparavant représentant de la marque Helvetia. En 1936 est lancée la marque Mako (depuis 1973: Cresta) avec fabrication et montage à St. Gallen. En 1942 Kommenda fabrique le vélo de l'armée suisse à 1000 exemplaires (vélo d'ordonnance 05) .
Il s'agit à l'heure actuelle de la plus ancienne fabrique de vélo suisse.
Le lieu de production actuelle a été construit en 1970. Un lieu de production annexe fut ouvert en 1973 à Sirnach, le montage restant à St. Gallen. En 2001 l'entreprise de vélo Alpa Werke AG à Sirnach fut reprise. La firme importe depuis 1982 les marques Kettler et Giant (entreprise) (depuis 1987).
Alexandra Komenda reprend la direction de l'entreprise en 2004 avec son mari Dirk Kurek Komenda, anciennement responsable à Giant (Allemagne).